# ATP Challenger Series 1999
In der folgenden Tabelle werden die Turniere der professionellen Herrentennis-Saison 1999 der ATP Challenger Series dargestellt. Sie bestand aus 115 Turnieren mit einem Preisgeld von 25.000 bis 125.000 US-Dollar. Es war die 22. Ausgabe des Challenger-Turnierzyklus.

## Turnierplan

### Januar
| Datum1 | Ort       | Turnier        | Preisgeld | Belag2      | Sieger Einzel     | Sieger Doppel                   |
| ------ | --------- | -------------- | --------- | ----------- | ----------------- | ------------------------------- |
| 25.01. | Heilbronn | Heilbronn Open | $ 100.000 | Teppich (i) | Laurence Tieleman | Michael Kohlmann Filippo Veglio |

### Februar
| Datum1 | Ort               | Turnier                      | Preisgeld | Belag2        | Sieger Einzel        | Sieger Doppel                           |
| ------ | ----------------- | ---------------------------- | --------- | ------------- | -------------------- | --------------------------------------- |
| 01.02. | Amarillo          | Amarillo Challenger          | $ 050.000 | Hartplatz (i) | Gabriel Trifu        | Bob Bryan Mike Bryan                    |
| 01.02. | Kalkutta          | Kolkata Challenger           | $ 050.000 | Rasen         | Leander Paes         | Noam Behr Eyal Ran                      |
| 01.02. | Hamburg           | Warsteiner Challenger        | $ 025.000 | Teppich (i)   | Uladsimir Waltschkou | Michael Kohlmann Filippo Veglio         |
| 01.02. | Punta del Este    | Punta del Este Challenger    | $ 025.000 | Sand          | Marcelo Charpentier  | Lucas Arnold Ker Marcelo Filippini      |
| 08.02. | Lucknow           | Lucknow Challenger I         | $ 050.000 | Rasen         | Tuomas Ketola        | Nuno Marques Tom Vanhoudt               |
| 08.02. | Wolfsburg         | Volkswagen Challenger        | $ 025.000 | Teppich (i)   | Axel Pretzsch        | Adriano Ferreira Maurice Ruah           |
| 15.02. | Lübeck            | Warsteiner Challenger Lübeck | $ 025.000 | Teppich (i)   | Axel Pretzsch        | Franz Stauder Patrick Sommer            |
| 22.02. | Ho-Chi-Minh-Stadt | Ho Chi Minh Challenger       | $ 050.000 | Hartplatz     | John van Lottum      | Juan Ignacio Carrasco Jairo Velasco Jr. |
| 22.02. | Laguna Hills      | Laguna Hills Challenger      | $ 050.000 | Hartplatz     | Sébastien Lareau     | Paul Goldstein Brian MacPhie            |
| 22.02. | Cherbourg         | Cherbourg Challenger         | $ 037.500 | Hartplatz (i) | Sébastien Grosjean   | Michael Hill Andrew Painter             |

### März
| Datum1 | Ort       | Turnier                  | Preisgeld | Belag2        | Sieger Einzel      | Sieger Doppel                           |
| ------ | --------- | ------------------------ | --------- | ------------- | ------------------ | --------------------------------------- |
| 01.03. | Singapur  | Singapore Challenger     | $ 050.000 | Hartplatz     | Mosè Navarra       | Jeff Coetzee Damien Roberts             |
| 01.03. | Grenoble  | Grenoble Challenger      | $ 037.500 | Hartplatz (i) | Julien Boutter     | Adam Peterson Chris Tontz               |
| 01.03. | Magdeburg | Residenza Open Magdeburg | $ 025.000 | Teppich (i)   | Markus Hantschk    | Michael Hill Andrew Painter             |
| 08.03. | Salinas   | Salinas Challenger       | $ 075.000 | Hartplatz     | Juan Ignacio Chela | Mariano Hood Sebastián Prieto           |
| 08.03. | Besançon  | Besançon Challenger      | $ 025.000 | Hartplatz (i) | Ivan Ljubičić      | Juan Ignacio Carrasco Jairo Velasco Jr. |
| 08.03. | Kyōto     | Kyoto Challenger         | $ 025.000 | Teppich (i)   | Julian Knowle      | Julian Knowle Lorenzo Manta             |
| 29.03. | Barletta  | Barletta Challenger      | $ 025.000 | Sand          | Jacobo Díaz        | Guillermo Cañas Javier Sánchez          |

### April
| Datum1 | Ort       | Turnier              | Preisgeld | Belag2    | Sieger Einzel       | Sieger Doppel                          |
| ------ | --------- | -------------------- | --------- | --------- | ------------------- | -------------------------------------- |
| 05.04. | Neapel    | Napoli Challenger    | $ 100.000 | Sand      | Juan Carlos Ferrero | Marcos Ondruska Jack Waite             |
| 12.04. | Bermuda   | XL Bermuda Open      | $ 100.000 | Sand      | Hernán Gumy         | Doug Flach Richey Reneberg             |
| 12.04. | Nizza     | Nice Challenger      | $ 100.000 | Sand      | Gastón Gaudio       | Martín Alberto García Sebastián Prieto |
| 12.04. | Neu-Delhi | New Delhi Challenger | $ 025.000 | Hartplatz | Leander Paes        | Noam Behr Eyal Ran                     |
| 26.04. | Espinho   | Espinho Challenger   | $ 125.000 | Sand      | Gastón Gaudio       | Juan Balcells Gastón Etlis             |

### Mai
| Datum1 | Ort        | Turnier               | Preisgeld | Belag2    | Sieger Einzel        | Sieger Doppel                    |
| ------ | ---------- | --------------------- | --------- | --------- | -------------------- | -------------------------------- |
| 03.05. | Ljubljana  | Ljubljana Challenger  | $ 125.000 | Sand      | Uladsimir Waltschkou | Massimo Valeri Tom Vanhoudt      |
| 10.05. | Birmingham | Birmingham Challenger | $ 050.000 | Sand      | Francisco Costa      | Bob Bryan Mike Bryan             |
| 10.05. | Jerusalem  | Jerusalem Challenger  | $ 050.000 | Hartplatz | Lior Mor             | Jeff Coetzee Tuomas Ketola       |
| 24.05. | Sofia      | Sofia Challenger I    | $ 025.000 | Sand      | Marcello Craca       | Karsten Braasch Tomas Behrend    |
| 31.05. | Prostějov  | Prostějov Challenger  | $ 125.000 | Sand      | Richard Fromberg     | Dinu Pescariu Eric Taino         |
| 31.05. | Fürth      | Quelle Cup            | $ 050.000 | Sand      | Ronald Agénor        | Nebojša Đorđević Marcos Ondruska |
| 31.05. | Surbiton   | Surbiton Challenger   | $ 050.000 | Rasen     | Sargis Sargsian      | Scott Draper Todd Woodbridge     |

### Juni
| Datum1 | Ort          | Turnier              | Preisgeld | Belag2 | Sieger Einzel       | Sieger Doppel                        |
| ------ | ------------ | -------------------- | --------- | ------ | ------------------- | ------------------------------------ |
| 07.06. | Maia         | Maia Challenger      | $ 125.000 | Sand   | Juan Carlos Ferrero | Mariano Hood Sebastián Prieto        |
| 07.06. | Weiden       | ATU Cup              | $ 075.000 | Sand   | Roberto Carretero   | Emilio Benfele Álvarez Dušan Vemić   |
| 14.06. | Braunschweig | Nord/LB Open         | $ 125.000 | Sand   | Jens Knippschild    | Albert Portas Germán Puentes         |
| 14.06. | Zagreb       | Zagreb Challenger    | $ 050.000 | Sand   | Andrea Gaudenzi     | Ivan Ljubičić Lovro Zovko            |
| 21.06. | Biella       | Biella Challenger    | $ 025.000 | Sand   | Nicolás Massú       | Filippo Messori Massimo Valeri       |
| 21.06. | Eisenach     | Wartburg Open        | $ 025.000 | Sand   | Juan Albert Viloca  | Mitch Sprengelmeyer Jason Weir Smith |
| 21.06. | Prag         | Prague Challenger I  | $ 025.000 | Sand   | Michal Tabara       | Michal Tabara Radomír Vašek          |
| 28.06. | Venedig      | Venice Challenger    | $ 100.000 | Sand   | Andrei Pavel        | Albert Portas Germán Puentes         |
| 28.06. | Ulm          | Müller Cup           | $ 050.000 | Sand   | Younes El Aynaoui   | Andrew Painter Byron Talbot          |
| 28.06. | Lugano       | Lugano Challenger    | $ 025.000 | Sand   | Michal Tabara       | Michal Tabara Radomír Vašek          |
| 28.06. | Montauban    | Montauban Challenger | $ 025.000 | Sand   | Álex López Morón    | Simon Aspelin Ota Fukárek            |

### Juli
| Datum1 | Ort           | Turnier                  | Preisgeld | Belag2    | Sieger Einzel          | Sieger Doppel                      |
| ------ | ------------- | ------------------------ | --------- | --------- | ---------------------- | ---------------------------------- |
| 05.07. | Ostende       | Ostend Challenger        | $ 125.000 | Sand      | Olivier Malcor         | Marcos Ondruska Steven Randjelovic |
| 05.07. | Bristol       | Bristol Challenger       | $ 050.000 | Rasen     | Raemon Sluiter         | Jan-Ralph Brandt Jeff Coetzee      |
| 05.07. | Granby        | Granby Challenger        | $ 050.000 | Hartplatz | Petr Kralert           | Kevin Kim Jimy Szymanski           |
| 05.07. | Oberstaufen   | Oberstaufen Cup          | $ 025.000 | Sand      | Alexander Popp         | Edwin Kempes Petr Luxa             |
| 12.07. | Graz          | Graz Challenger          | $ 100.000 | Sand      | Tomáš Zíb              | Nuno Marques Tom Vanhoudt          |
| 12.07. | Aptos         | Aptos Challenger         | $ 050.000 | Hartplatz | Michael Hill           | Michael Hill Scott Humphries       |
| 12.07. | Contrexéville | Contrexéville Challenger | $ 050.000 | Sand      | Ronald Agénor          | Jérôme Hanquez Régis Lavergne      |
| 12.07. | Manchester    | Manchester Challenger    | $ 050.000 | Rasen     | Igor Gaudi             | Jeff Coetzee Neville Godwin        |
| 19.07. | Newcastle     | Newcastle Challenger     | $ 050.000 | Sand      | Jeff Tarango           | Marcus Hilpert Vaughan Snyman      |
| 19.07. | Olbia         | Olbia Challenger         | $ 050.000 | Hartplatz | Stefano Pescosolido    | Omar Camporese Giorgio Galimberti  |
| 19.07. | Scheveningen  | Scheveningen Challenger  | $ 050.000 | Sand      | Emilio Benfele Álvarez | Eyal Ran Tom Vanhoudt              |
| 19.07. | Tampere       | Tampere Challenger       | $ 050.000 | Sand      | Radomír Vašek          | Petr Dezort Radomír Vašek          |
| 19.07. | Winnetka      | Winnetka Challenger      | $ 050.000 | Hartplatz | Alex O’Brien           | James Blake Thomas Blake           |
| 19.07. | Córdoba       | Córdoba Challenger       | $ 037.500 | Hartplatz | Oleg Ogorodov          | Satoshi Iwabuchi Oleg Ogorodov     |
| 26.07. | Istanbul      | Istanbul Challenger      | $ 100.000 | Hartplatz | Vadim Kutsenko         | Gōichi Motomura Oleg Ogorodov      |
| 26.07. | Edinburgh     | Edinburgh Challenger     | $ 025.000 | Sand      | Héctor Moretti         | Marcus Hilpert Vaughan Snyman      |

### August
| Datum1 | Ort            | Turnier                   | Preisgeld | Belag2    | Sieger Einzel      | Sieger Doppel                           |
| ------ | -------------- | ------------------------- | --------- | --------- | ------------------ | --------------------------------------- |
| 02.08. | Posen          | Poznań Challenger         | $ 100.000 | Sand      | Galo Blanco        | Massimo Ardinghi Davide Sanguinetti     |
| 02.08. | Segovia        | Open Castilla y León      | $ 100.000 | Hartplatz | Cyril Saulnier     | Roger Federer Sander Groen              |
| 02.08. | Lexington      | Lexington Challenger      | $ 050.000 | Hartplatz | Harel Levy         | Michael Sell Gabriel Trifu              |
| 02.08. | Gramado        | Gramado Challenger        | $ 025.000 | Hartplatz | Jamie Delgado      | Antonio Prieto Alexandre Simoni         |
| 02.08. | Nettingsdorf   | Nettingsdorf Challenger   | $ 025.000 | Sand      | Attila Sávolt      | Georg Blumauer Alexander Peya           |
| 09.08. | Binghamton     | Binghamton Challenger     | $ 050.000 | Hartplatz | Antony Dupuis      | Mitch Sprengelmeyer Jason Weir-Smith    |
| 09.08. | Belo Horizonte | Belo Horizonte Challenger | $ 025.000 | Hartplatz | Jamie Delgado      | Daniel Melo Antonio Prieto              |
| 09.08. | Madrid         | Madrid Challenger         | $ 025.000 | Hartplatz | Ota Fukárek        | Thomas Shimada Myles Wakefield          |
| 09.08. | Sopot          | Sopot Challenger          | $ 025.000 | Sand      | Roberto Carretero  | Bartłomiej Dąbrowski Michał Gawłowski   |
| 09.08. | Wien           | Vienna Challenger         | $ 025.000 | Sand      | Michel Kratochvil  | Julian Knowle Thomas Strengberger       |
| 16.08. | Prag           | Prague Challenger II      | $ 100.000 | Sand      | Davide Sanguinetti | Petr Kovačka Pavel Kudrnáč              |
| 16.08. | Bronx          | Bronx Challenger          | $ 050.000 | Hartplatz | Alexander Popp     | Jeff Coetzee Alejandro Hernández        |
| 16.08. | Sylt           | Volvo Sylt Open           | $ 050.000 | Sand      | Michel Kratochvil  | René Nicklisch Attila Sávolt            |
| 16.08. | Brixen         | Bressanone Challenger     | $ 025.000 | Sand      | Gianluca Luddi     | David Miketa Radovan Světlík            |
| 23.08. | Genf           | Geneva Challenger         | $ 050.000 | Sand      | Michel Kratochvil  | Emilio Benfele Álvarez Álex López Morón |
| 23.08. | Manerbio       | Manerbio Challenger       | $ 025.000 | Sand      | Attila Sávolt      | Thomas Strengberger Massimo Valeri      |
| 30.08. | Freudenstadt   | Black Forest Open         | $ 037.500 | Sand      | Michal Tabara      | Juan Balcells Thomas Strengberger       |

### September
| Datum1 | Ort           | Turnier                | Preisgeld | Belag2    | Sieger Einzel          | Sieger Doppel                        |
| ------ | ------------- | ---------------------- | --------- | --------- | ---------------------- | ------------------------------------ |
| 06.09. | Kiew          | Kiev Challenger        | $ 075.000 | Sand      | Emilio Benfele Álvarez | Simon Aspelin Johan Landsberg        |
| 06.09. | Quito         | Quito Challenger       | $ 075.000 | Sand      | Nicolás Massú          | Paulo Taicher Andrés Zingman         |
| 06.09. | Aschaffenburg | Rhein-Main Challenger  | $ 025.000 | Sand      | René Nicklisch         | Francisco Cabello Michael Kohlmann   |
| 06.09. | Sofia         | Sofia Challenger II    | $ 025.000 | Sand      | Iwajlo Trajkow         | Massimo Ardinghi Davide Sanguinetti  |
| 13.09. | Brașov        | Brașov Challenger      | $ 050.000 | Sand      | David Sánchez          | Andrei Pavel Gabriel Trifu           |
| 13.09. | Budapest      | Budapest Challenger    | $ 025.000 | Sand      | Stéphane Huet          | Harel Levy Noam Okun                 |
| 13.09. | Skopje        | Skopje Challenger      | $ 025.000 | Sand      | Vasilis Mazarakis      | Gergely Kisgyörgy Steven Randjelovic |
| 20.09. | Stettin       | Szczecin Challenger    | $ 125.000 | Sand      | Andreas Vinciguerra    | Aleksandar Kitinov Jack Waite        |
| 20.09. | Austin        | Austin Challenger      | $ 037.500 | Hartplatz | André Sá               | Marcos Ondruska Wesley Whitehouse    |
| 20.09. | Sevilla       | Copa Sevilla           | $ 025.000 | Sand      | Sebastián Prieto       | Marcelo Charpentier José Frontera    |
| 27.09. | San Antonio   | San Antonio Challenger | $ 037.500 | Hartplatz | Mark Knowles           | Mitch Sprengelmeyer Jason Weir-Smith |

### Oktober
| Datum1 | Ort       | Turnier              | Preisgeld | Belag2        | Sieger Einzel      | Sieger Doppel                           |
| ------ | --------- | -------------------- | --------- | ------------- | ------------------ | --------------------------------------- |
| 04.10. | Tel Aviv  | Tel Aviv Challenger  | $ 050.000 | Hartplatz     | Sláva Doseděl      | Noam Behr Eyal Ran                      |
| 04.10. | Tulsa     | Tulsa Challenger     | $ 050.000 | Hartplatz     | André Sá           | Jeff Coetzee Alejandro Hernández        |
| 11.10. | Barcelona | Barcelona Challenger | $ 100.000 | Sand          | Fernando Vicente   | Eduardo Nicolás Germán Puentes          |
| 11.10. | São Paulo | São Paulo Challenger | $ 100.000 | Sand          | Hernán Gumy        | Jaime Oncins Daniel Orsanic             |
| 11.10. | Dallas    | Dallas Challenger    | $ 037.500 | Hartplatz     | André Sá           | Paul Kilderry Grant Silcock             |
| 18.10. | Kairo     | Cairo Challenger     | $ 125.000 | Sand          | Karim Alami        | Juan Ignacio Carrasco Jairo Velasco Sr. |
| 18.10. | Lima      | Lima Challenger      | $ 100.000 | Sand          | Juan Ignacio Chela | Pablo Albano Martín Alberto García      |
| 18.10. | Hongkong  | Hongkong Challenger  | $ 050.000 | Hartplatz     | Stéphane Huet      | Neville Godwin Michael Hill             |
| 18.10. | Houston   | Houston Challenger   | $ 037.500 | Hartplatz     | Marcos Ondruska    | David Di Lucia Michael Sell             |
| 18.10. | Eckental  | Okal Cup             | $ 025.000 | Teppich (i)   | George Bastl       | Petr Pála Pavel Vízner                  |
| 25.10. | Brest     | Brest Challenger     | $ 100.000 | Hartplatz (i) | Roger Federer      | Martin Damm Maks Mirny                  |
| 25.10. | Samarqand | Samarkand Challenger | $ 025.000 | Sand          | Oleg Ogorodov      | Noam Behr Andrei Stoljarow              |

### November
| Datum1 | Ort               | Turnier                  | Preisgeld | Belag2        | Sieger Einzel     | Sieger Doppel                           |
| ------ | ----------------- | ------------------------ | --------- | ------------- | ----------------- | --------------------------------------- |
| 01.11. | Santiago de Chile | Santiago Challenger      | $ 100.000 | Sand          | Nicolás Massú     | Antonio Prieto Cristiano Testa          |
| 01.11. | Aachen            | Lambertz Open by STAWAG  | $ 050.000 | Teppich (i)   | Raemon Sluiter    | Lars Burgsmüller Takao Suzuki           |
| 01.11. | Yokohama          | Yokohama Challenger      | $ 025.000 | Hartplatz (i) | Lee Hyung-taik    | Satoshi Iwabuchi Thomas Shimada         |
| 08.11. | Montevideo        | Montevideo Challenger    | $ 100.000 | Sand          | Karim Alami       | Pablo Albano Martín Alberto García      |
| 08.11. | Miami             | Miami Challenger         | $ 050.000 | Hartplatz     | Marcos Ondruska   | Jocelyn Robichaud Myles Wakefield       |
| 15.11. | Buenos Aires      | Buenos Aires Challenger  | $ 100.000 | Sand          | Franco Squillari  | Guillermo Cañas Martín Alberto García   |
| 15.11. | Andorra           | Andorra Challenger       | $ 075.000 | Hartplatz (i) | Justin Gimelstob  | Juan Ignacio Carrasco Jairo Velasco Jr. |
| 15.11. | Puebla            | Puebla Challenger        | $ 025.000 | Hartplatz     | Michael Sell      | Óscar Ortiz Marco Osorio                |
| 15.11. | Rancho Mirage     | Rancho Mirage Challenger | $ 025.000 | Hartplatz     | Bob Bryan         | Thomas Shimada Myles Wakefield          |
| 22.11. | Guadalajara       | Guadalajara Challenger   | $ 100.000 | Sand          | Francisco Costa   | Thomas Shimada Myles Wakefield          |
| 29.11. | Caracas           | Caracas Challenger       | $ 100.000 | Hartplatz     | Younes El Aynaoui | Gastón Etlis Martín Rodríguez           |
| 29.11. | Nümbrecht         | Nümbrecht Challenger     | $ 050.000 | Teppich (i)   | George Bastl      | Dirk Dier Jens Knippschild              |
| 29.11. | Urbana            | Urbana Challenger        | $ 050.000 | Hartplatz     | Frédéric Niemeyer | Paul Goldstein Jim Thomas               |
| 29.11. | Lucknow           | Lucknow Challenger II    | $ 025.000 | Rasen         | Leander Paes      | Kristian Pless Paradorn Srichaphan      |

### Dezember
| Datum1 | Ort          | Turnier                | Preisgeld | Belag2    | Sieger Einzel   | Sieger Doppel                 |
| ------ | ------------ | ---------------------- | --------- | --------- | --------------- | ----------------------------- |
| 06.12. | Burbank      | Burbank Challenger     | $ 037.500 | Hartplatz | Cecil Mamiit    | Bob Bryan Mike Bryan          |
| 06.12. | Jaipur       | Jaipur Challenger      | $ 025.000 | Rasen     | Leander Paes    | Tomáš Anzari Satoshi Iwabuchi |
| 06.12. | Mexiko-Stadt | Mexico City Challenger | $ 025.000 | Sand      | Federico Browne | Gastón Etlis Damián Furmanski |
| 06.12. | Perth        | Perth Challenger       | $ 025.000 | Hartplatz | Paul Kilderry   | Paul Kilderry Grant Silcock   |

- 1 Turnierbeginn (ohne Qualifikation)
- 2 Das Kürzel „(i)“ (= indoor) bedeutet, dass das betreffende Turnier in einer Halle ausgetragen wurde.